# 低音提琴
低音提琴是西洋弦乐器中的一种，也是现代交响乐队中弦乐组中发音最低的乐器。在中國的別稱為倍大提琴和低音提琴。

## 歷史
低音提琴是經過數個世紀逐漸演變而來。文藝復興時期流行的古提琴，是源自於維奧爾琴(Viol)家族，原本有高音、次中音與低音古提琴，其中，低音古提琴(Viola da Gamba)就是當時對古大提琴的稱呼，後來又出現「低音維奧爾(Bass Viol)」的名稱；但在十六、十七世紀時，義大利出現了 「維奧隆尼(Violone)」這個字，用來泛稱當時維奧爾琴家族中的樂器，但由於「維奧隆尼」並非是精確的專有名詞，所以當時也有文獻記載「維奧隆尼」，其實專指低音維奧爾琴。和小提琴、中提琴、大提琴相比，低音提琴保留了更多原來維奧爾琴的外形，比如在琴肩部分，低音提琴是斜的，但其他三種提琴卻是圓形的。

## 定弦
目前通用的是4弦四度定弦：從高到低G2, D2, A1, E1，這樣定弦，低音提琴能演奏的最低音為E1，實際音高比記譜音低一個八度，為了求得最低音與大提琴的八度關系，低音提琴可以在第四弦增加外置調音裝置，使原本第四弦的E1，經過變調後發C1音；或是再增加第五條弦，定弦由高到低分別為G2,D2,A1,E1,C1,同時也要把繫弦板（Tailpiece）換成可以用來固定第五條絃的孔位。近年來，加入第五條絃的方法在各地不少的職業樂團中被採納使用。
另外亦有其他方法：
- 除此以外，早期的低音提琴尚有3弦五度定弦法（一度流行於意大利等地的獨奏低音提琴家）、3弦4度定弦法等等，今已淘汰。今日有少數低音提琴家主張4弦5度定弦（A2, D2, G1, C1）。由於這種定弦要求演奏者的手需夠大，且對傳統的低音提琴指法、把位體系有徹底改動，因此尚未流行開。

## 记谱
低音提琴是移調樂器，採用移高1個八度的記譜法，實際音高比記譜音低八度，因為低音提琴在樂團中大量與大提琴演奏相差八度的同音，因此不需改變調號。低音提琴使用低音譜號、次中音譜號与高音譜號。樂團中很少使用高音譜號，例外者如蕭士塔高維奇的第10號交響曲与第14號交響曲。

## 独奏琴
獨奏低音提琴使用不同於樂團低音提琴的定弦。每條弦的定弦高一個全音（大二度）使其音色更为突出而明亮。从高到低分别为 A2-E2-B1-F♯1。记谱往往是作曲家所谱写的原调低1个大二度的调式。以便演奏者演奏时，按照原本定弦的指法正常演奏。

## 運弓方式
低音提琴演奏有兩種运弓方式，除了有掌心向下的法式持弓法（法國弓），也保留了維奧爾琴掌心向上的德式持弓方式（德國弓），但其他提琴則一律採掌心向下的法式持弓法。

## 交响乐队中的功用
低音提琴负责交响乐團低音的声部，雖然低音巴松管、低音号可奏比低音提琴更低的音，主要因为低音提琴齐奏的低音是整个乐队里最好的低音，浑厚而有弹性，比相同音域的木管或铜管乐器更润泽有活力，而且低音提琴的演奏技术比近似音域的乐器比更灵活。
在交响乐里，低音提琴主导低音区，大提琴主导中音区，低音提琴最常见的演奏方式是和大提琴演奏相差8度同一樂段，低音提琴提供渾厚有力的音色，大提琴提供清晰灵活的音色。有不太常见的例子，是大提琴和低音提琴先后演奏同一段旋律，造成特殊的对比效果，例如蕭士塔高維奇的第7號交響曲第一乐章。
19世纪后，大提琴在交响乐中经常脱离低音提琴的聲部而演奏旋律。而低音提琴往往與管樂低音聲部演奏相同音符。

## 独奏技术
由于琴体大，弦粗，音域低，难於演奏富有辉煌表现力的抒情或炫技段落。至19世纪意大利独奏家德拉格奈提（Domenico Dragonetti）扩展其独奏性能，令贝多芬感到惊讶，于是在其交响曲中开始使用极为困难而复杂的低音提琴段落。。低音提琴独奏家喬瓦尼·博泰西尼（Giovanni Bottesini） 将帕格尼尼式的提琴推广到低音提琴上。
20世纪低音提琴独奏技术突飞猛进，产生了庫瑟維茲基（Serge Koussevitzky）这样的大师，并有了一批优秀的协奏曲、奏鸣曲等文献。如格利埃尔Gliere《低音提琴四首小品》或保羅·興德米特《低音提琴奏鸣曲》。除此以外，出現一批独奏低音提琴大师，如美国的盖瑞·卡尔（Gary Karr）、德国的沃尔夫冈·居特勒（Wolfgang Guettler）、奥地利的史特莱歇（L. Streicher）等。

## 現代低音提琴演奏家

### 美國
- 蓋瑞‧卡爾（Gary Karr） (1941-) 演奏家。

- 卡達林‧羅塔魯 (Catalin Rotaru) 演奏家，教育者。

- 愛德加‧麥耶（Edgar Meyer） (1960-)演奏家，作曲家，教育者。

### 英國
- 湯瑪士‧馬汀 (Thomas Martin) 演奏家，教育者，製琴師。

### 東歐
- 奧維迪烏‧巴迪拉 (Ovidiu Badila) 羅馬尼亞低音提琴家。

- 博若‧帕拉季克 (Bozo Paradzik) 克羅埃西亞低音提琴家。

### 俄羅斯
- 呂斯泰姆·加布杜林 (Рустем Габдуллин) (1944-) 演奏家，教育者。
- 葉夫根尼·科洛索夫 (Евгений Колосов) (1940-) 教育者。
- 尼古拉·戈爾布諾夫 (Николай Горбунов) (1954-) 演奏家，教育者。
- 亞歷山大·希洛 (Александр Шило) (1955-) 演奏家，教育者。
- 亞歷山大貝爾斯基 (Александр Бельский) (1940-) 教育者。

### 德奧
- 路德維克‧史特來歇(Ludwig Streicher) 奧地利低音提琴家，教育家。

- 沃爾夫岡‧居特勒 (Wolfgang Guettler) 演奏家，教育家。
- 德特玛·库里格(Detmar Kurig)德國低音提琴演奏家，教育家

- 克莉絲提哪·霍克 (Christine Hoock)德國低音提琴演奏家，教育家

### 法國
- 堤維西‧巴赫貝 (Thierry Barbé) 演奏家，教育者。

### 中國大陸
·陈子平，演奏家，教育家
臺灣
- 傅永和 演奏家，教育者